# Pirga loveni
Pirga loveni is een vlinder uit de familie spinneruilen (Erebidae), onderfamilie donsvlinders (Lymantriinae). De wetenschappelijke naam van deze soort is voor het eerst geldig gepubliceerd in 1921 door Aurivillius.
De soort komt voor in tropisch Afrika.